# Luc Dardenne
Luc Dardenne (Awirs, 10 maart 1954) is een Belgisch filmregisseur. Al zijn films heeft hij samen met zijn oudere broer Jean-Pierre Dardenne gemaakt.
Luc Dardenne studeerde wijsbegeerte aan de universiteit. De gebroeders Dardenne werden beroemd in 1999 toen hun film Rosetta de Gouden Palm won op het Filmfestival van Cannes. In 2005 wonnen ze opnieuw met de film L'Enfant.
Thema's die in hun werk dikwijls terugkomen zijn de sociale achterstand in Seraing en de verzoening. De stijl is realistisch, mede doordat er dikwijls vanuit de losse hand gefilmd wordt, en doordat er meestal geen begeleidende muziek gebruikt wordt.
In 2025 presenteren de Dardenne-broers hun nieuwe film Jeunes Mères (Young Mothers) in de officiële competitie van het 78e Filmfestival van Cannes. De film volgt vijf tienermoeders die samenleven in een opvangcentrum en werd genomineerd voor de Gouden Palm. Het is de tiende keer dat een film van de broers in de officiële competitie van Cannes wordt vertoond.
De opnames van Jeunes Mères vonden plaats van augustus tot oktober 2024 in Banneux, Wallonië. De film werd geproduceerd door Les Films du Fleuve, in coproductie met Archipel 35 en The Reunion, en ontving financiële steun van het Waalse investeringsfonds Wallimage.

## Filmografie
- 1987: Falsch
- 1992: Je pense à vous
- 1996: La Promesse
- 1999: Rosetta
- 2002: Le Fils
- 2005: L'Enfant
- 2008: Le Silence de Lorna
- 2011: Le Gamin au vélo
- 2014: Deux jours, une nuit
- 2016: La Fille inconnue
- 2019: Le jeune Ahmed
- 2022: Tori et Lokita
- 2025: Jeunes mères